# Spoorlijn Helsingør - Gilleleje
De spoorlijn Helsingør - Gilleleje (Deens: Hornbækbanen) is een lokaalspoorlijn tussen Helsingør en Hornbæk naar Gilleleje op het eiland Seeland in Denemarken. 

## Geschiedenis
De eerste plannen voor een spoorlijn tussen Helsingør en Hornbæk dateren uit 1894. Het duurde nog tien jaar voordat in 1904 met de bouw werd begonnen, waarna de spoorlijn op 22 mei 1906 door de Helsingør-Hornbæk Banen (HHB) werd geopend.
Reeds in 1908 ontstonden plannen om de spoorlijn vanuit Hornbæk te verlengen naar Gilleleje. De bouw hiervan begon in 1915 en op 10 juli 1916 werd de verlenging geopend, waarbij de naam van de spoorwegmaatschappij werd gewijzigd in Helsingør-Hornbæk-Gilleleje Banen (HHGB). De HHGB had een eigen station in Gilleleje. In 1918 werd de lijn aangesloten op de Gribskovbanen uit Hillerød.

## Huidige toestand
Vanaf 2001 werden plannen gemaakt om een aantal private spoorlijnen op Seeland, waaronder ook Gribskovbanen, onder te brengen bij de Hovedstadens Udviklingsråd (HUR), een organisatie die het lokale busvervoer in Seeland beheerde. In mei 2002 werden twee nieuwe maatschappijen opgericht, waarin de meeste private spoorwegmaatschappijen op Seeland fuseerden. De infrastructuur en het materieel werden ondergebracht bij Hovedstadens Lokalbaner (HL). De exploitatie wordt sinds 2015 verzorgd door fusiebedrijf Lokaltog, dat de halfuurdienst Helsingør - Gilleleje - Hillerød als doorgaande lijn exploiteert met LINT 41-treinstellen.  
In de zomer rijden museumtreinen van de Nordsjællands Veterantog tussen Græsted en Gilleleje naar Grønnehave.

## Galerij

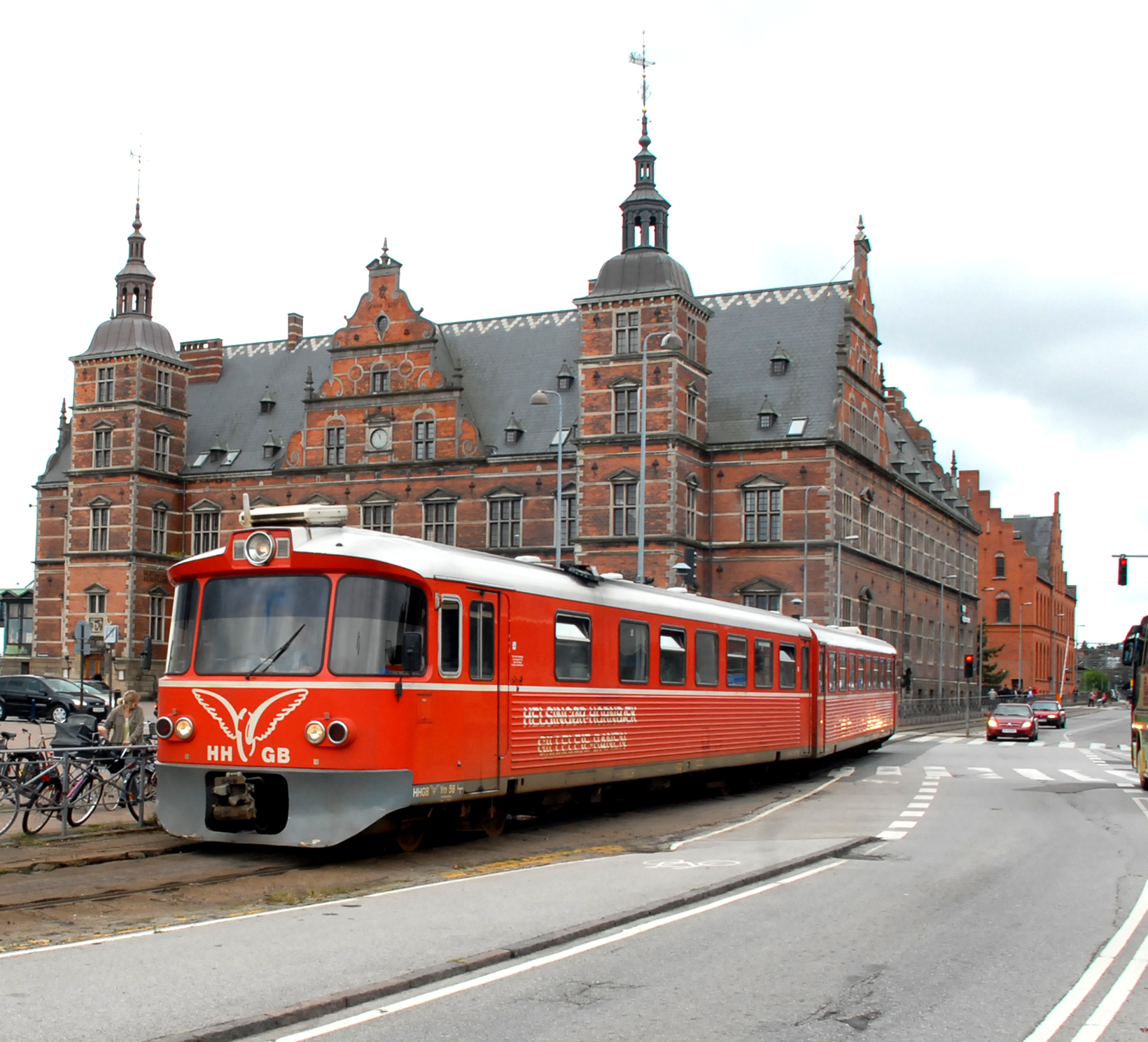
De route begint met een stukje straatspoor langs station Helsingør.
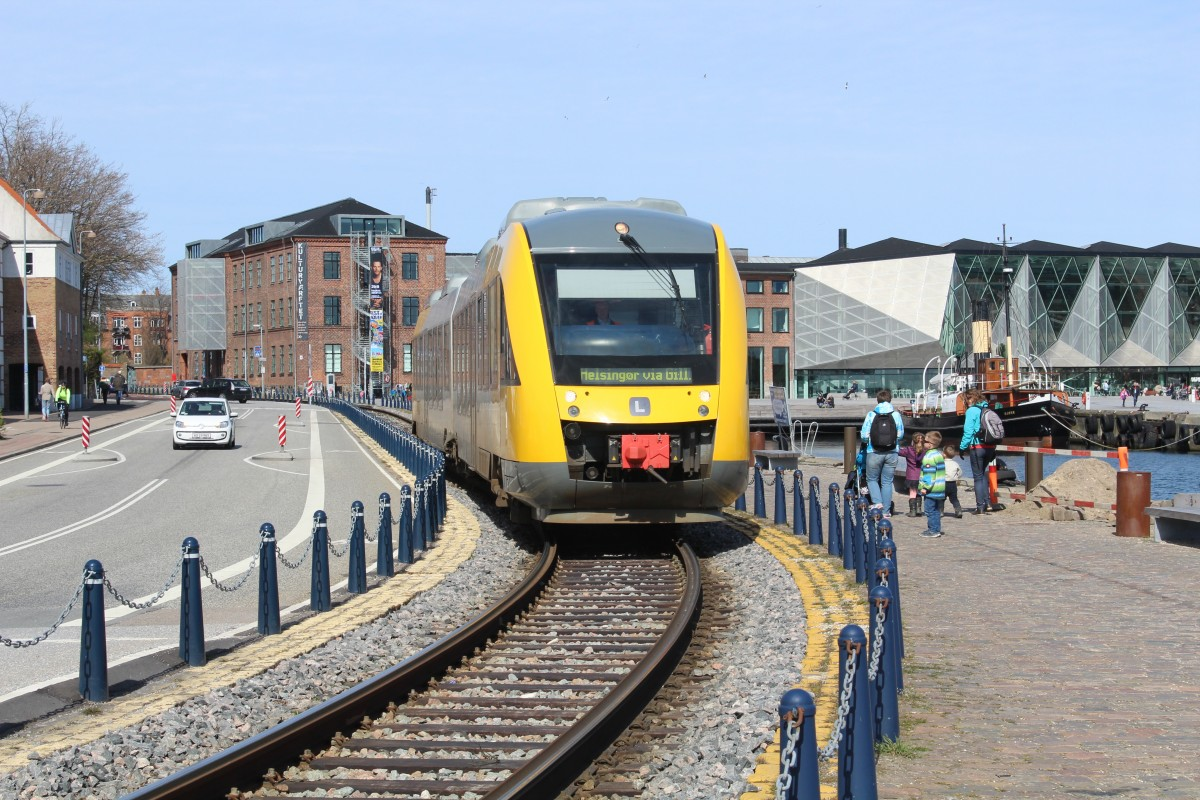
LINT 41 van Lokalbanen in Helsingør
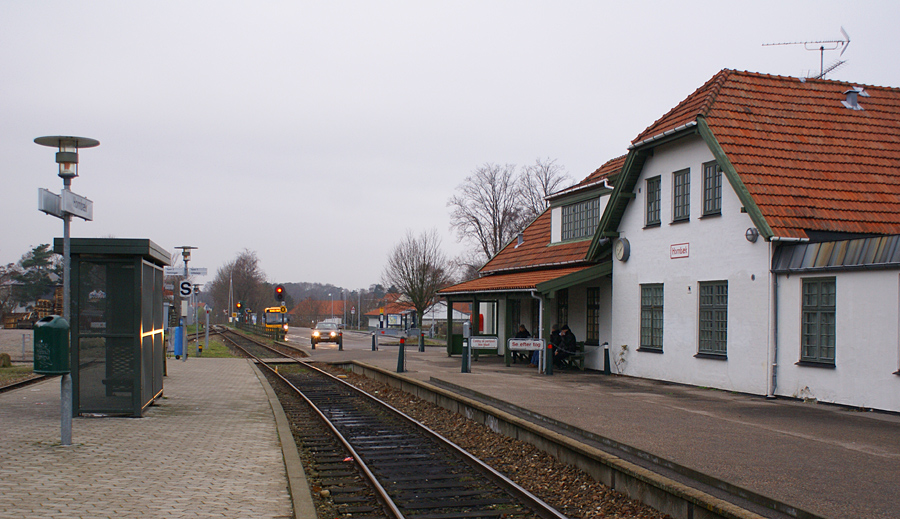
Het station van Hornbæk in 2008.